# Almaty Challenger 2021
L'Almaty Challenger 2021, noto come Beeline Open per motivi di sponsorizzazione, è stato un torneo professionistico di tennis giocato su campi in terra rossa. È stata la quinta edizione del torneo, era di categoria Challenger 80 nell'ambito dell'ATP Challenger Tour 2021 . Si è giocato dal 7 al 13 giugno 2021 al Gorky Tennis Park di Almaty, in Kazakistan.

## Partecipanti

### Teste di serie
| Nazionalità | Giocatore        | Ranking* | Testa di serie |
| ----------- | ---------------- | -------- | -------------- |
| Slovacchia  | Andrej Martin    | 108      | 1              |
| Egitto      | Mohamed Safwat   | 162      | 2              |
| Belgio      | Kimmer Coppejans | 174      | 3              |
| Francia     | Enzo Couacaud    | 177      | 4              |
| Italia      | Lorenzo Giustino | 178      | 5              |
| Kazakistan  | Dmitrij Popko    | 195      | 6              |
| Uzbekistan  | Denis Istomin    | 204      | 7              |
| Brasile     | João Menezes     | 211      | 8              |

- Ranking al 31 maggio 2021.

### Altri partecipanti
I seguenti giocatori hanno ricevuto una wild card nel tabellone principale:
- Timofej Skatov
- Denis Yevseyev
- Beibit Zhukayev

Il seguente giocatore è entrato in tabellone come alternate:
- Roberto Ortega Olmedo

I seguenti giocatori sono passati dalle qualificazioni:
- Evan Furness
- Filip Jianu
- Vladyslav Orlov
- Vitaliy Sachko

## Punti e montepremi
| Torneo    | Torneo              | V     | F     | SF    | QF    | 2T  | 1T  | Q | Q2  | Q1  |
| Singolare | Punti               | 80    | 48    | 29    | 15    | 7   | 0   | 4 | 2   | 0   |
| Singolare | Premi in denaro ($) | 7 200 | 4 240 | 2 510 | 1 460 | 860 | 520 | – | 260 | 130 |
| Doppio    | Punti               | 80    | 48    | 29    | 15    | –   | 0   | – | –   | –   |
| Doppio    | Premi in denaro $   | 3 100 | 1 800 | 1 080 | 640   | –   | 360 | – | –   | –   |

## Campioni

### Singolare
Zizou Bergs ha sconfitto in finale  Timofej Skatov con il punteggio di 4-6, 6-3, 6-2.

### Doppio
Jesper de Jong /  Vitaliy Sachko hanno sconfitto in finale  Vladyslav Manafov /  Evgenii Tiurnev con il punteggio 7-6(4), 6-1.